# Ilija Garašanin
Ilija Garašanin (srbsko Илија Гарашанин) rojen kot Ilija Savić (srbsko Илија Савић), srbski častnik in politik, * 28. januar (16. januar po julijanskem koledarju) 1812, Garaši , Srbija, † 28. junij (16. junij po julijanskem koledarju) 1874, Beograd.

## Življenje
Med letoma 1861 in 1867 je bil predsednik vlade in zunanji minister. Bil je avtor prvega srbskega političnega programa, ki je predvideval nastanek t. i. Velike Srbije.